# 懷特蘭 (印第安納州)
新懷特蘭（英語：Whiteland）是一個位於美國印地安納州約翰遜縣的城鎮。

## 人口
根據2010年美國人口普查的數據，新懷特蘭的面積為11.95平方千米，當中陸地面積為11.91平方千米，而水域面積為0.04平方千米。當地共有人口5472人，而人口密度為每平方千米458人。

## 地理
懷特蘭位於39°32′58″N 86°5′10″W / 39.54944°N 86.08611°W（39.549336, -86.086100）。
在2010年美國人口普查中，懷特蘭面積為3.22平方英里（8.34平方），無水域。

### 氣候
根據柯本氣候分類系統，懷特蘭氣候為副热带湿润气候，縮寫為Cfa。